# 下山一二三
下山 一二三（しもやま ひふみ、1930年6月21日 - 2023年12月16日）は日本の現代音楽の作曲家。

## 経歴
青森県弘前市出身。1945年の第二次世界大戦終戦が一つのきっかけとなり、音楽を独習し始める。青森県立弘前高等学校卒業、弘前大学卒業。大学卒業後の1955年に上京し、松平頼則に師事。1956年「グループ20.5」を結成、第1回作品発表会を開く。1961年の第6回でグループを解散。
1969年、ISCM主催世界音楽祭（ハンブルク）に「3群の弦楽オーケストラのためのリフレクション」が入選。以後、国際的に活躍した。1979年、文化庁主催芸術祭で「管弦楽のための彩響」が芸術祭優秀賞受賞。1992年「6人の奏者とテープのための風紋V」が「ワルシャワの秋92」で世界初演。2001年、ISCM主催「World Music Days（横浜）」に「深響」が入選するなど、多数の受賞を受ける。

## 作品と作風
最初期には音列技法を採用するものの、次第にその技法に疑問を感じるようになり、独自の音響哲学を探求する。ポーランド楽派との出会いが決定的となり、「ゾーン」、「リフレクション」、「エクソルシズム」の三作で国際的名声を確実にする。同世代の作曲家の中では邦楽の知識も抜きん出て豊富だったものの、邦楽器の作品に着手するのは80年代と比較的遅かったが、緊張力に溢れた「風の塔」、「巫覡」などの作品を発表している。
「ゾーン」の作曲には自らヴァイオリンを手にとって特殊な効果を確認しながら作曲にあたっており、身体性を重視している。
「風紋」は「テープ部分は同一」ではあっても、その上にかぶせる楽器法が全て違っている為、下山の楽器法と音色美の推移が確認できる連作である。
作品は多くがツェルボーニ社とマザーアース社と日本作曲家協議会から出版されている。